# عقوق الوالدين
عقوق الوالدين هو كل فعل أو قول يتأذى به الوالدان من ولدهما، ويتمثل ذلك في الهجران وعلوّ الصوت وعصيانهما وضربهما، وعدة أشكال أخرى من أنواع الإيذاء. وعكسه هو بر الوالدين.
لعقوق الوالدين صور كثيرة منها إبكاء الوالدين وتحزينهما بالقول والفعل، ونهرهما وزجرهما، ورفع الصوت عليهما، والتأفف من أوامرهما، والعبوس وتقطيب الجبين أمامهما، والنظر إليهما شزراً، والأمر عليهما، وعدم الإصغاء لحديثهما، وشتمهما، وذم الوالدين أمام الناس، وتشويه سمعتهما، والمكوث طويلاً خارج المنزل مع حاجة الوالدين وعدم إذنهما للولد في الخروج، وتمني موتهما، أو إيداعهما دور العجزة، والبخل عليهما والمنة وتعداد الأيادي، انتقاد الطعام الذي تعده الوالدة. ومن صور العقوق إدخال المنكرات للمنزل، أو مزاولة المنكرات أمامهما، والتعدي عليهما بالضرب، أو القتل وإثارة المشكلات أمامهما إما مع الإخوة، أو مع الزوجة، وكثرة الشكوى والأنين أمام الوالدين.

## تعريف
العقوق ما كان ضدّ البرّ وقد ذكر العلماء لعقوق الوالدين عدة تعريفات منها:
- الإمام القرطبي: «عقوق الوالدين: مخالفتهما في أغراضهما الجائزة لهما، كما أن برهما: موافقتهما على أغراضهما الجائزة لهما، وعلى هذا إذا أمرا، أو أحدهما ولدهما بأمر وجبت طاعتهما فيه، إذا لم يكن ذلك الأمر معصية، وإن كان ذلك المأمور به من قبيل المباحات في أصله، وكذلك إذا كان من قبيل المندوبات»
- ابن الصلاح: «العقوق المحرم: كلُّ فعل يتأذى به الوالد، أو نحوه، تأذياً ليس بالهيِّن مع كونه ليس من الأفعال الواجبة».
- ابن حجر العسقلاني: «والعقوق مشتق من العقِّ، وهو القطع، والمراد به صدور ما يتأذى به الوالد من ولده، من قول، أو فعل إلا في شرك أو معصية ما لم يتعنت الوالد».
- ابن حجر الهيتمي: «العقوق أن يحصل لهما، أو لأحدهما، إيذاء، ليس بالهيِّن عرفاً».
- ابن منظور: وعقّ والده يعقّه عقّاً، وعقوقاً، ومعقّةً، أي شقّ عصا طاعته، وعقّ والديه أي قطعهما ولم يصل رحمه منهما. وقال: وفي الحديث أنّه النبي محمد ﷺ نهى عن عقوق الأمهات، وهو ضدّ البرّ، وأصله من العقّ أي الشقّ والقطع. لسان العرب، مظاهر عقوق الوالدين.

## عقوق الوالدين في الديانات

### في الإسلام
في القرآن
تحضَّ تعاليم الدين الإسلامي على بر الوالدين باعتباره من أحب الأعمال إلى الله تعالى، وقرنت الإحسان إليهما بوحدانية الله، عقوق الوالدين في الإسلام من المحرمات، ويُعتبر من الكبائر، وأوجب الله على المسلمين بر الوالديّن وطاعتهما بأدلةٍ كثيرة من القرآن والسنة النبوية:
- ﴿وَقَضَى رَبُّكَ أَلَّا تَعْبُدُوا إِلَّا إِيَّاهُ وَبِالْوَالِدَيْنِ إِحْسَانًا إِمَّا يَبْلُغَنَّ عِنْدَكَ الْكِبَرَ أَحَدُهُمَا أَوْ كِلَاهُمَا فَلَا تَقُلْ لَهُمَا أُفٍّ وَلَا تَنْهَرْهُمَا وَقُلْ لَهُمَا قَوْلًا كَرِيمًا ۝٢٣ وَاخْفِضْ لَهُمَا جَنَاحَ الذُّلِّ مِنَ الرَّحْمَةِ وَقُلْ رَبِّ ارْحَمْهُمَا كَمَا رَبَّيَانِي صَغِيرًا ۝٢٤﴾ [الإسراء:23–24]
- ﴿ذَلِكَ جَزَيْنَاهُمْ بِمَا كَفَرُوا وَهَلْ نُجَازِي إِلَّا الْكَفُورَ ۝١٧﴾ [سبأ:17]
- ﴿وَاعْبُدُوا اللَّهَ وَلَا تُشْرِكُوا بِهِ شَيْئًا وَبِالْوَالِدَيْنِ إِحْسَانًا وَبِذِي الْقُرْبَى وَالْيَتَامَى وَالْمَسَاكِينِ وَالْجَارِ ذِي الْقُرْبَى وَالْجَارِ الْجُنُبِ وَالصَّاحِبِ بِالْجَنْبِ وَابْنِ السَّبِيلِ وَمَا مَلَكَتْ أَيْمَانُكُمْ إِنَّ اللَّهَ لَا يُحِبُّ مَنْ كَانَ مُخْتَالًا فَخُورًا ۝٣٦﴾ [النساء:36]
- ﴿وَوَصَّيْنَا الْإِنْسَانَ بِوَالِدَيْهِ إِحْسَانًا حَمَلَتْهُ أُمُّهُ كُرْهًا وَوَضَعَتْهُ كُرْهًا وَحَمْلُهُ وَفِصَالُهُ ثَلَاثُونَ شَهْرًا حَتَّى إِذَا بَلَغَ أَشُدَّهُ وَبَلَغَ أَرْبَعِينَ سَنَةً قَالَ رَبِّ أَوْزِعْنِي أَنْ أَشْكُرَ نِعْمَتَكَ الَّتِي أَنْعَمْتَ عَلَيَّ وَعَلَى وَالِدَيَّ وَأَنْ أَعْمَلَ صَالِحًا تَرْضَاهُ وَأَصْلِحْ لِي فِي ذُرِّيَّتِي إِنِّي تُبْتُ إِلَيْكَ وَإِنِّي مِنَ الْمُسْلِمِينَ ۝١٥﴾ [الأحقاف:15]

في السنة النبوية
حذّر النبي محمد ﷺ من عقوق الوالدين وتوعّد فاعله بالعذاب في نار جهنم. وقد نقل عن النبي محمد ﷺ العديد من الأحاديث في التي تحذر من العقوق يقول النبي محمد ﷺ:
- إنَّ اللَّهَ حَرَّمَ عَلَيْكُمْ عُقُوقَ الْأُمَّهَاتِ وَوَأْدَ الْبَنَاتِ، وَمَنْعًا وَهَاتِ، وَكَرِهَ لَكُمْ قِيلَ وَقَالَ: وَكَثْرَةَ السُّؤَالِ وَإِضَاعَةَ الْمَالِ ".
- رضا الرب في رضا الوالد، وسخط الرب في سخط الوالد".
- ألا أنبئكم بأكبر الكبائر: الإشراك بالله، وعقوق الوالدين، وشهادة الزور".
- ثلاثة لا ينظر الله إليهم يوم القيامة: العاق لوالديه والمرأة المترجلة والديوث.وثلاثة لا يدخلون الجنة: العاق لوالديه، ومدمن الخمر، والمنان بما أعطى"
- كلُّ الذنوبٍ يؤخِرُ اللهُ منها ما شاءَ إلى يومِ القيامةِ إلَّا البَغيَ، وعقوقَ الوالدَينِ، أو قطيعةَ الرَّحمِ، يُعجِلُ لصاحبِها في الدُّنيا قبلَ المَوتِ" [3]

### في المسيحية
عقوق الوالدين في المسيحية مذمومة، والبر فيهما مأمور، وهناك وصايا كثيرة في الكتب المقدسة في المسيحية تحث على بر الوالدين.
- «الْمُخَرِّبُ أَبَاهُ وَالطَّارِدُ أُمَّهُ هُوَ ابْنٌ مُخْزٍ وَمُخْجِلٌ» (سفر الأمثال 19: 26)
- «وَمَنْ ضَرَبَ أَبَاهُ أَوْ أُمَّهُ يُقْتَلُ قَتْلًا.» (الخروج 21:15)
- «وَمَنْ شَتَمَ أَبَاهُ أَوْ أُمَّهُ يُقْتَلُ قَتْلًا.» (الخروج 21:17)

## قوانين تجريم العقوق
جرت محاولات في عدد من الدول لإصدار قانون يجرم عقوق الوالدين ويعتبره جريمة مستحقة للعقاب والسجن منها ما حدث في الأردن عندما وقع عدد من النواب على مذكرة نيابية تطالب بتشديد العقوبة على المرتكبين لعقوق الوالدين مبررين الحاجة لهذا القانون بسبب ما شهدته منصات التواصل الاجتماعي من حالات الاعتداء غير المسبوقة على الاباء والأمهات.
وفي مصر تقدمت النائبة شادية خضير بمشروع قانون عقوق الوالدين بهدف حماية الآباء والأمهات من اعتداءات الأبناء سواء بالقول أو الفعل أو إهمالهم، وهى الظاهرة التي انتشرت في الآونة الأخيرة، وكانت دافعاً لرغبتها في صدور قانون لمواجهتها.